# Басси, Даниэль
Даниэль Джошуа Басси Якобсен (норв. Daniel Joshua Bassi Jakobsen; род. 31 октября 2004, Осло) — норвежский футболист, полузащитник клуба «Будё-Глимт».

## Клубная карьера
Басси — воспитанник клуба «Тромсё». 12 марта 2023 года в поединке Кубка Норвегии против «Старта» Даниэль дебютировал за основной состав. 23 апреля в матче против «Викинга» он дебютировал в Типпелиге. 13 мая в поединке против «Хам-Кам» Даниэль забил свой первый гол за Тромсё. В июле 2023 года перешел в клуб «Будё-Глимт». 

## Достижения
«Будё-Глимт»
- Чемпион Норвегии: 2023